# Gröntjärnen (Björna socken, Ångermanland, 708905-161977)
Gröntjärnen är en sjö i Örnsköldsviks kommun i Ångermanland och ingår i Gideälvens huvudavrinningsområde.